# Blue Jay Way
«Blue Jay Way» es una canción escrita por George Harrison que fue publicada por la banda británica The Beatles. Aparece en el álbum Magical Mystery Tour de 1967.

## Origen
El nombre de la canción viene de una calle real ubicada en el área de Hollywood Hills con vista a la Sunset Boulevard, que ofrece una vista panorámica de Hollywood y gran parte de la Cuenca de Los Ángeles. Se llega siguiendo una ruta bastante complicada, donde es muy difícil transitar durante la noche — Lo que crea el telón de fondo para las primeras líneas del tema: 
| There's a fog upon L.A. And my friends have lost their way | Hay una niebla en Los Ángeles, Y mis amigos han perdido su camino |

La inspiración de esta canción vino un día cuando Derek Taylor (quien trabajaba como asesor de prensa de la banda) llegó a visitar a Harrison, que en ese tiempo estaba en California. Taylor se perdió en medio del camino de la Blue Jay, y mientras esperaba la llegada de su amigo, Harrison compuso una canción para mantenerse despierto. Luego completó la canción con un pequeño Órgano Hammond.

## Grabación
La canción fue grabada el 6 de septiembre de 1967, y con voces dobladas el 7 de septiembre y 6 de octubre. La grabación cuenta con flanger, una técnica de retraso de audio, y la mezcla estéreo y mono, difieren ligeramente. En la película Magical Mystery Tour aparece la mezcla en mono; la versión remasterizada de 1990 tiene la versión en estéreo. El video musical para la película Magical Mystery Tour fue filmado en West Malling y Weybridge, en Surrey, el 3 de noviembre, el día que se terminó la filmación del film.
Durante la canción se escucha un violonchelo, que al final de la misma termina abruptamente. Eso se debe a que la idea original era que George fuera atropellado por el autobús al final del vídeo, pero esa escena nunca se grabó. Los cuatro Beatles aparecen tocando el violonchelo en el vídeo, pero en realidad fue tocado por un músico de sesión.

### Créditos
- John Lennon: coros.
- Paul McCartney: bajo (Rickenbacker 4001s) y coros.
- George Harrison: voz y órgano (Hammond L-100).
- Ringo Starr: batería (Ludwig Super Classic), pandereta.
- Terry Well: violonchelo.